# Aeroporto Regional Sul
O Aeroporto Regional Sul - Humberto Ghizzo Bortoluzzi (IATA: JJG - ICAO: SBJA), também Aeroporto Regional Sul de Santa Catarina ou simplesmente Aeroporto de Jaguaruna, é um aeroporto brasileiro, localizado no município de Jaguaruna, em Santa Catarina.
Foi projetado para receber aeronaves de grande porte, como o Boeing 737 e o Airbus A320, e visa atender 900 mil habitantes de 48 municípios das microrregiões de Tubarão, Araranguá e Criciúma.
As discussões sobre a construção da estrutura começaram no início do ano 2000. A existência do aeroporto Diomício Freitas, em Forquilhinha, foi um dos entraves para o projeto. Houve uma "divisão" de opiniões entre lideranças quando a proposta foi apresentada. Em Criciúma a defesa era pela ampliação do aeroporto de Forquilhinha, em operação desde 1979. Tubarão sugeria a construção de um novo e representantes de entidades de Araranguá e Laguna também colocaram seus municípios como opções. Um estudo técnico apontou Jaguaruna como melhor opção.
Os projetos do terminal de passageiros, com três pavimentos e dois mil metros quadrados, da torre de controle e o do terminal de cargas foram desenvolvidos pelo arquiteto Jorge Balsini, de Tubarão. 

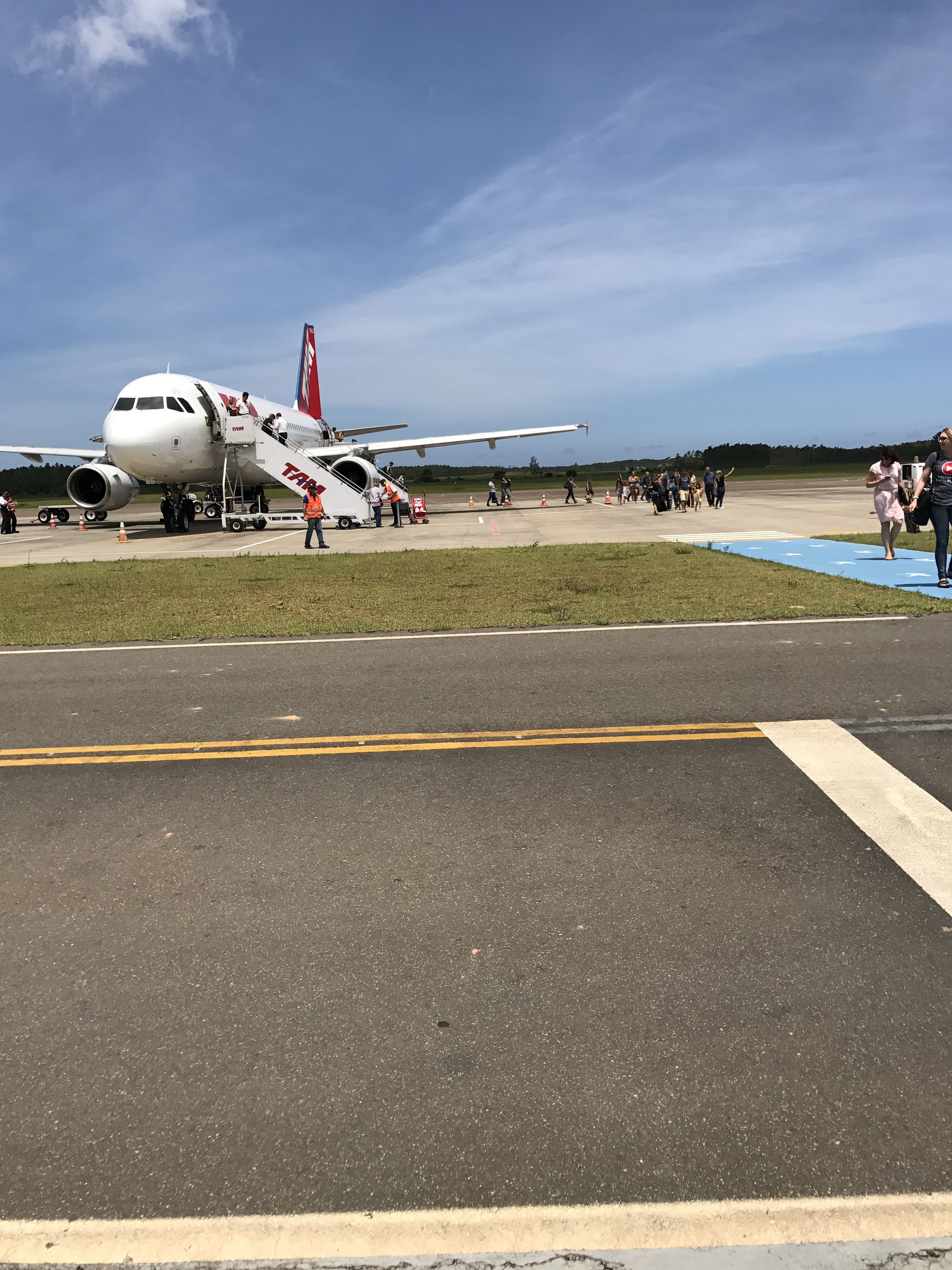
Aeronave A319 da LATAM Airlines em solo do SBJA.

A princípio poderão operar aeronaves como ATR-72, Fokker 100, Embraer E-170, Embraer E-175, Embraer E-190 e Embraer E-195, dentre outras, também poderão operar as aeronaves Boeing 737-300, Boeing 737-600 e Boeing 737-700 e Airbus A318 e Airbus A319, aeronaves estas que têm capacidade para até 144 passageiros.Para receber aviões como o Airbus A320, Airbus A321, Boeing 737-800, Boeing 737-900, Boeing 757, Boeing 767 e Airbus A330 é necessária a ampliação da largura da pista para 45 metros. Aviões que chegam  a ter capacidade de transportar até 274 passageiros, por isso não é descartada fazer esta adequação após a definição de quem administrará o aeroporto.
Em meados de setembro de 2011, foi afirmado pela autoridade estadual de infraestrutura que não caberá ao estado ou ao município de Jaguaruna administrar o aeroporto, confirmou também que a iniciativa privada deverá administrá-lo, e lideranças empresariais já manifestaram várias vezes que preferem a administração privada, já que os investimentos seriam mais rápidos e, quem sabe, até possibilitaria a instalação do terminal de cargas.
O governador Raimundo Colombo lançou o edital para a licitação de contrato com a empresa que irá administrar o Aeroporto Regional Sul Humberto Ghizzo Bortoluzzi, em Jaguaruna.
Após a publicação do edital no Diário Oficial, as empresas interessadas em administrar o aeroporto têm 45 dias para apresentar as propostas. Depois, são mais 15 dias para habilitação das empresas concorrentes e outros cinco para a homologação do resultado. O edital vai valer por um período de cinco anos. Depois desse prazo, outro será lançado, no qual o período de administração será maior. À vencedora caberá a contratação das companhias aéreas que irão operar no local.
Assim como a pista, o terminal de passageiros do Aeroporto Regional Sul Humberto Ghizzo Bortoluzzi, em Jaguaruna, está concluído. Aos poucos são lançados os editais de licitação para a aquisição dos itens necessários para o efetivo funcionamento do empreendimento: sistema de gerenciamento de voos e de informática de todo o terminal de passageiros e prédio dos bombeiros aeronáuticos, instalação de CFTV, mobília, ar-condicionado, raio-x, aquisição das publicações e cartas aeronáuticas. No momento, as concorrências referentes a iluminação das áreas externas e o sistema de sinalização vertical noturna estão em andamento.
Foram liberados pelo Governo Federal R$ 8 milhões para a conclusão da rodovia que liga a BR-101 ao aeroporto, um dos últimos entraves para a inauguração, acesso este de 4,8 km de extensão, a partir do trevo da BR-101 no município de Sangão, que está praticamente pronto, já foi aberto ao tráfego.
A capacidade de um aeroporto é definida com base em uma série de parâmetros técnicos, como comprimento, largura de pista, dentre outras. Hoje, a categoria do aeroporto é 3C.
- Investimento total: R$ 60 milhões, com recursos dos governos municipais das regiões metropolitanas participantes, do estado e da união
- Dimensão total da área do aeroporto: 311 hectares
- Pista: 2,5 km de extensão e 30 m de largura
- Núcleo de proteção ao voo: 1.973 m²
- Seção contra incêndio: 220 m².

Dentre as facilidades encontradas no Aeroporto, destaca-se uma loja de conveniência, restaurante e lanchonete, Polícia Civil , locadora de veículos e serviço de táxi. O público pode contar com rede sem fio gratuita. A administração está a cargo da RDL Aeroportos (iniciativa privada). 
Com seu pronto funcionamento, a maior luta das autoridades públicas e da própria RDL é a liberação dos trâmites legais para a implementação do terminal de cargas, aumentando consideravelmente o fluxo de negócios , trazendo com o consequência indireta o aumento de investimentos na região.

## Prêmios
No dia 07 de dezembro de 2018 a Agência Nacional de Aviação Civil decidiu premiar aeródromos que se destacaram ao longo do ano no âmbito do Gerenciamento da Segurança Operacional.
O evento chamado de “Safety Management Summit SMS – Brasil 2018”, aconteceu em Brasília e entregou premiações em duas categorias distintas, quer sejam “ações de inovação” e “ideias inovadoras”. Nesta última, a RDL Aeroportos sagrou-se campeã com a “Operação Fortitude”, levando o prêmio para Jaguaruna. A outra categoria foi vencida pela concessionária GRU Airport.
O evento foi uma iniciativa sem precedentes da Agência Nacional de Aviação Civil (ANAC) e Departamento de Controle do Espaço Aéreo (DECEA), que decidiram premiar organizações que levam o gerenciamento da segurança operacional a outro patamar de gestão. E logo na primeira edição do evento, o Regional Sul entra para os anais da história da aviação civil brasileira.